# Speeltafel (orgel)

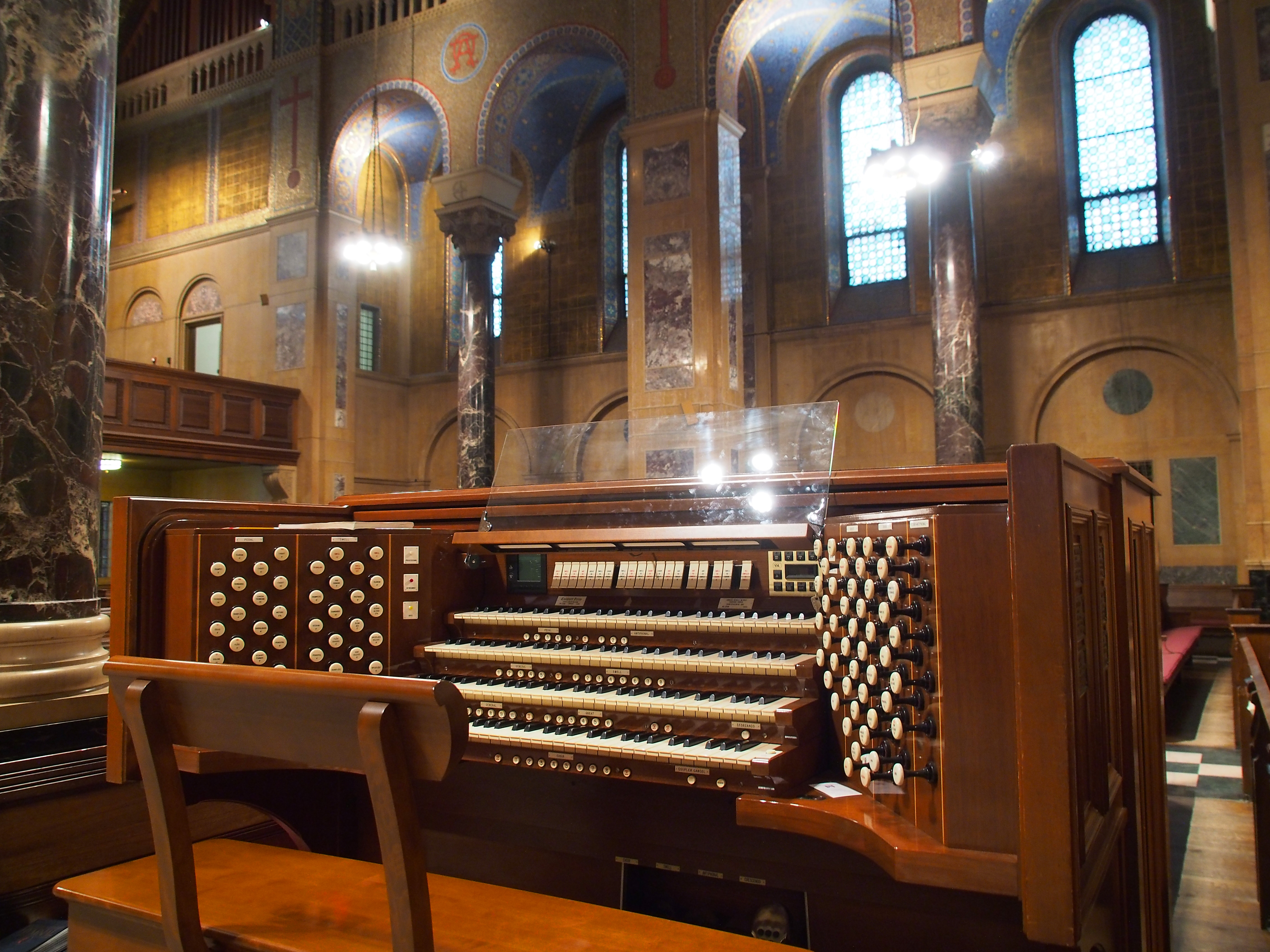
Speeltafel van het orgel van de Christ Church in New York

Onder een speeltafel of klaviatuur bij een orgel of beiaard wordt verstaan het geheel van de manualen, het pedaal, de bediening van de speelhulpen, en de registerbediening. Het geheel kan worden uitgebreid met elektronische hulpen, zoals een sequencer, een aanraakscherm voor instelling van voor registraties, beveiligingen tegen oneigenlijk gebruik.
Bij een eenvoudiger instrument, zoals een piano, spreekt men niet van een speeltafel, omdat hier het klavier en het instrument een geheel zijn.
De verbinding tussen de speeltafel en het instrument (de tractuur) kan mechanisch, pneumatisch en elektrisch zijn. Bij elektrische tractuur kan de speeltafel op enige afstand van de positieven opgesteld zijn. Bij een beiaard kent men voornamelijk mechanische tractuur.